# Filippo de Angelis

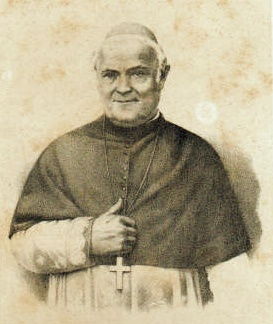
Kardinal Filippo de Angelis (Druck ca. 1850)

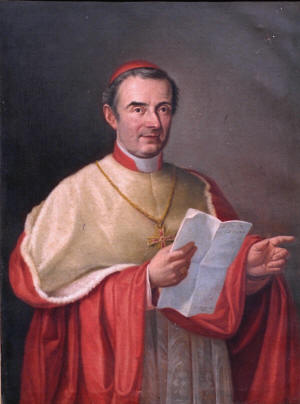
Kardinal De Angelis in Cappa magna (1838)

Filippo De Angelis (* 16. April 1792 in Ascoli Piceno; † 6. Juli 1877 in Fermo) war ein italienischer Erzbischof und Kardinal.

## Leben
Nachdem der Sohn einer Patrizierfamilie das Priesterseminar in Ascoli Piceno besucht hatte, studierte er an der Päpstlichen Diplomatenakademie in Rom. Dann führte er sein Studium an der Universität La Sapienza weiter, die er mit dem Doktortitel Doctor iuris utriusque, den er am 22. Juli 1818 erhielt, und den Doktortitel in Philosophie und Theologie, den er am 25. September 1819 bekam, verließ.
Nach seiner Priesterweihe wurde De Angelis in den Rang eines Monsignore erhoben und lehrte als Professor viele Jahre an seiner Alma Mater. Er war auch Kanoniker der Patriarchalbasilika Santa Maria Maggiore.
Am 3. Juli 1826 ernannte ihn Papst Leo XII. zum Titularbischof von Leuce. Die Bischofsweihe spendete ihm der Kardinalbischof von Albano, Pietro Galleffi, am 23. Juli desselben Jahres; Mitkonsekratoren waren der Lateinische Patriarch von Konstantinopel, Giuseppe Della Porta Rodiani, und der Präsident der Päpstlichen Akademie für den kirchlichen Adel, Giacomo Sinibaldi. Am 24. Juli 1826 wurde er zum Vikar und Apostolischen Visitator von Forlì ernannt, da gegen Bischof Andrea Bratti in Rom verhandelt wurde.
Am 15. März des Jahres 1830 wurde Filippo de Angelis zum Titularerzbischof von Karthago ernannt und am 23. April desselben Jahres wurde er als Nuntius in die Schweiz entsandt. Er sollte am 13. November 1832 als Nuntius nach Portugal reisen, konnte das Amt in Portugal jedoch nicht antreten, da die diplomatischen Beziehungen zum Heiligen Stuhl kurz nach seiner Ernennung abgebrochen wurden.
Seine Dienstzeit als Nuntius in der Schweiz 1830 bis 1839 fiel in eine Phase des Konflikts zwischen der Eidgenossenschaft und dem Heiligen Stuhl. Mit dem Beginn der Regeneration 1830/31 kamen in mehreren Kantonen liberale, teilweise antiklerikal eingestellte Regierungen an die Macht. Dadurch verstärkten sich die Konflikte um die Abtrennung des Bistums St. Gallen von Chur und um die Badener Artikel von 1834, in deren Folge Luzern dem Nuntius 1836 die Ausübung jeglicher geistlicher Gerichtsbarkeit untersagte. De Angelis versuchte daraufhin, die wenigen prorömischen Kantone auf seine Seite zu bringen. Dies führte jedoch in Luzern zu derart heftigen Reaktionen, dass er 1835 die Nuntiatur nach Schwyz verlegen musste. 1838 legte Filippo de Angelis erfolglos Protest gegen die Aufhebung der Franziskanerklöster in Luzern und in Werthenstein ein. De Angelis’ Wirken in der Schweiz blieb auch von Rom nicht ohne Kritik. Aus Gesundheitsgründen kehrte er erst im April 1839 von Schwyz nach Italien zurück, obwohl ihm bereits im Dezember 1837 die vorgesehene Ernennung zum Bischof von Montefiascone mitgeteilt worden war.
Er wurde mit Wirkung vom 15. Februar 1838 zum Bischof von Montefiascone ernannt, wo er den persönlichen Titel eines Erzbischofs führte. Am 13. September 1838 nahm ihn Papst Gregor XVI. als Kardinal in pectore in das Kardinalskollegium auf, dies wurde im Konsistorium vom 8. Juli 1839 öffentlich verkündet. Am 11. Juli desselben Jahres erfolgte die Übergabe des Kardinalshutes sowie seine Ernennung zum Kardinalpriester von San Bernardo alle Terme. De Angelis war seit dem 27. Januar 1842 Erzbischof von Fermo und nahm am Konklave 1846 teil, das Pius IX. zum Papst wählte. De Angelis begrüßte die zunächst liberale Politik des neuen Papstes, den konservativen Gesinnungswandel Pius’ IX. betrachtete er mit Sorge. Nach Ausrufung der Römischen Republik 1849 wurde er in Ancona verhaftet, obwohl er die Republik nicht grundsätzlich ablehnte. Nachdem er wieder nach Fermo zurückgekehrt war, wurden Vorwürfe laut, der Vatikan habe sich nicht genügend um seine Freilassung bemüht.
Vom 20. September 1867 bis zu seinem Tod verwaltete er als Camerlengo die Apostolische Kammer. Am Tag des Amtsantritts wechselte er zur Titelkirche San Lorenzo in Lucina. Am folgenden 4. Dezember wurde er Kardinalprotopriester (dienstälteste Kardinalpriester). De Angelis nahm am Ersten Vatikanischen Konzil teil, dessen Präsident er seit dem 3. Januar 1870 als Nachfolger des verstorbenen Kardinals Reisach war.
Der Kardinal starb am 6. Juli 1877 in Fermo um 7 Uhr im Alter von 85 Jahren. Zu jenem Zeitpunkt war er ältester Kardinal der Welt. Er wurde in Fermo beigesetzt.